# Azuma Ryōtarō

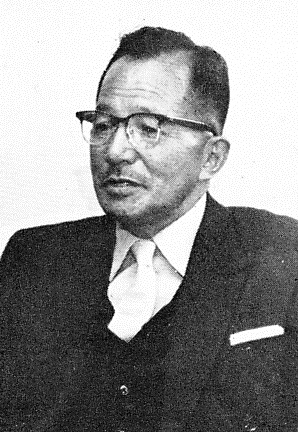
Azuma Ryōtarō

Azuma Ryōtarō (japanisch 東 龍太郎; geboren 16. Januar 1893 in Osaka; gestorben 26. Mai 1983) war ein japanischer Mediziner und Politiker.

## Leben und Wirken
Azuma Ryōtarō machte seinen Studienabschluss in Medizin an der Universität Tokio. 1917 bildete er sich an der Universität London weiter. 1934 wurde er Professor an seiner Alma Mater. 1946 übernahm er parallel zur Professur die Leitung der Abteilung für Medizinalwesen des Ministeriums für Gesundheit und Soziales. Die Universität verabschiedete ihn als „Meiyo Kyōju“. Anschließend wirkte er als Präsident der Universität Ibaraki und der Tōhō-Universität.
Azuma war ein Pionier in der Sportmedizin in Japan. Er leitete als Präsident eine Reihe von Sportorganisationen, darunter das Nationale Olympische Komitee, das Japanische Rote Kreuz und die „Japan Amateur Sports Organization“. 1950 war er der erste Japaner, der Mitglied des Internationalen Olympischen Komitees wurde.
1959 wurde Azuma mit LDP-Unterstützung gegen den SPJ-Kandidaten Arita Hachirō zum Gouverneur von Tokio gewählt und 1963 wiedergewählt. Er setzte sich für den weiteren Ausbau der U-Bahn ein und stellte als Gouverneur 1964 die finanziellen Mittel für die Olympischen Sommerspiele bereit. Er bildete mit seinen Brüdern Yōichi (陽一) und Toshirō (俊郎; 1898–1987) „Die drei Sportbrüder“.